# Maria Goeppert-Mayer Award

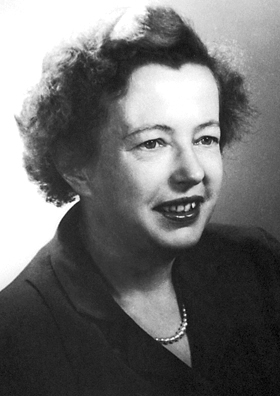
Die Namensgeberin Maria Goeppert-Mayer (1963)

Der Maria Goeppert-Mayer Award ist ein jährlich verliehener Preis, mit dem die American Physical Society Frauen für herausragende Beiträge zur physikalischen Forschung würdigt. Dadurch sollen herausragende Leistungen von Physikerinnen am Anfang ihrer Karriere hervorgehoben und gewürdigt werden.
Der Preis wird seit 1986 verliehen und ist nach Maria Goeppert-Mayer benannt, der 1963 zusammen mit Johannes Hans Daniel Jensen und Eugene Paul Wigner den Nobelpreis für Physik verliehen wurde. Goeppert-Mayer und Jensen erhielten den Nobelpreis für die Entwicklung des Schalenmodells der Kernphysik. Damit war sie nach Marie Curie erst die zweite Frau, die einen Nobelpreis für Physik erhielt.

## Preisträgerinnen
- 1986: Judith S. Young
- 1987: Louise Dolan
- 1988: Bonny L. Schumaker
- 1989: Cherry A. Murray
- 1990: Ellen Williams
- 1991: Alice E. White
- 1992: Barbara Cooper
- 1993: Ewine van Dishoeck
- 1994: Laura H. Greene
- 1995: Jacqueline Hewitt
- 1996: Majorie Ann Olmstead
- 1997: Margaret Murnane
- 1998: Elizabeth Beise
- 1999: Andrea Ghez
- 2000: Sharon Glotzer
- 2001: Janet Conrad
- 2002: Deborah S. Jin
- 2003: Chung-Pei Ma
- 2004: Suzanne Staggs
- 2005: Yuri Suzuki
- 2006: Hui Cao
- 2007: Amy Barger
- 2008: Vassiliki Kalogera
- 2009: Saskia Mioduszewski
- 2010: Allesandra Lanzara
- 2011: Réka Albert
- 2012: Nadya Mason
- 2013: Feryal Özel
- 2014: Ana Maria Rey
- 2015: Gretchen Campbell
- 2016: Henriette Elvang
- 2017: Maiken Mikkelsen
- 2018: Lisa Manning
- 2019: Alyson Brooks
- 2020: Elisabeth Krause
- 2021: Phiala E. Shanahan
- 2022: Blakesley Burkhart
- 2023: Prineha Narang
- 2024: Alison Patteson
- 2025: Wennie Wang